# Die Frau des Bäckers
Die Frau des Bäckers (Alternativtitel: Des anderen Weib, Der Bäcker und seine Frau) ist ein französischer Spielfilm aus dem Jahre 1938 von Marcel Pagnol. Die Komödie basiert auf dem Roman Jean der Träumer (Jean le Bleu) von Jean Giono, der auch die Vorlage für das US-amerikanische Musical The Baker's Wife war.

## Inhalt
Ein kleines Dorf in den Bergen der Provence ist elektrisiert. Es gibt endlich wieder einen Bäcker – den gutherzigen Aimable (Raimu) (aimable ist französisch für „liebenswert“). Seine viel jüngere und hübsche Frau Aurélie (Ginette Leclerc) verkauft das Brot.
Gleich am ersten Tag kommt der Marquis Castan de Venelles und bestellt frische Backwaren. Sein Schafhirte Dominique, ein junger, gut aussehender Mann, soll die Ware später mitnehmen. Schon beim ersten Kontakt spürt man die Anziehungskraft zwischen Aurélie und Dominique. Schließlich brennen die beiden durch und Aimable bleibt völlig verzweifelt zurück.
Anfangs reagieren die Dorfbewohner noch mit Schadenfreude. Doch als der Bäcker erst wieder backen will, wenn er seine geliebte Aurélie wieder hat, gerät das Dorf in helle Aufregung. Kein Brot mehr?!
Die Bewohner kommen zu ihm nach Hause, um ihn wieder aufzubauen, damit er wieder Brot bäckt. Doch Aimable ist so depressiv, dass er sich nicht dazu aufraffen kann. Unter einem Vorwand verschwindet er in den Keller. Als er bedenklich lange nicht zurückkehrt, schaut sein Besuch nach ihm und findet ihn im Keller, als er gerade versucht, sich zu erhängen. Sofort springen zwei Dorfbewohner an die Beine des Bäckers, damit sich dieser nicht mehr aufhängen kann, während die anderen ihn wieder aus der Schlinge ziehen. 
Das Dorf beschließt nun, die Sache selbst in die Hand zu nehmen und macht sich auf die Suche nach dem durchgebrannten Liebespaar. Zu groß ist die Angst, sonst kein Brot mehr zu bekommen. Selbst der Marquis unterstützt die groß angelegte Fahndung. Bald sind der Hirte und die Frau des Bäckers geschnappt. Der Hirte wird vom Marquis mitgenommen, während die Frau des Bäckers zum Dorfpfarrer gebracht wird, der ihr ins Gewissen reden soll. Sie ist schließlich bereit, wieder zu ihrem Mann zurückzukehren, möchte aber hierfür auf den Einbruch der Nacht warten, um nicht unter den Augen der Dorfbewohner zurückkehren zu müssen. 
Als sie nach Hause kommt, hat Aimable den Tisch für das Abendbrot gedeckt und ein Brot in Herzform gebacken. Aurélie hat ein schlechtes Gewissen, doch Aimable tut so, als wäre nichts passiert. Als schließlich die oft streunende Katze der beiden zurückkehrt, schimpft Aimable die Katze ob ihres  Verhaltens aus. Aurélie versteht, dass eigentlich sie damit gemeint ist, und bricht in Tränen aus, woraufhin sie von Aimable getröstet wird.

## Rezensionen
Das Lexikon des internationalen Films beschreibt Die Frau des Bäckers folgendermaßen: „Herausragend besetzter Film mit viel Situationskomik und spöttischem Dialogwitz. Die frivol-zynische Komödie hätte eine geschliffenere Synchronisation verdient.“

## Drehorte
- Le Castellet, Département Var, Frankreich (Le Portalet, Place des Ormeaux, Rue de la Congrégation, Terrasse d'Au Roy d'Ys)
- Presqu'île de Giens, Hyères, Département Var, Frankreich
- Studios Marcel Pagnol, Marseille, Département Bouches-du-Rhône, Frankreich

## Preise
- National Board of Review Award, Bester ausländischer Film (Best Foreign Film) (1940)
- New York Film Critics Circle Award, Bester fremdsprachiger Film (Best Foreign Language Film) (1940)